# مارك فيدال
مارك فيدال (بالفرنسية: Marc Vidal)‏ (مواليد 3 يونيو 1991 في سانت أفريك - فرنسا) لاعب كرة قدم فرنسي يلعب حاليا لصالح نادي الدرجة الأولى تولوز الفرنسي منذ 2005 في مركز حارس مرمى .

## روابط خارجية
- مارك فيدال على موقع الاتحاد الأوربي (الإنجليزية)
- مارك فيدال على موقع رابطة كرة القدم الفرنسية للمحترفين (الإنجليزية)
- مارك فيدال على موقع قاعدة بيانات كرة القدم.إي يو (الإنجليزية)
- مارك فيدال على موقع Soccerway.com (الإنجليزية)
- مارك فيدال على موقع عالم كرة القدم.نت (الإنجليزية)
- مارك فيدال على موقع كووورة
- مارك فيدال على موقع AS.com (الإسبانية)